# 圣安东尼奥 (巴拿马)
圣安东尼奥是巴拿马贝拉瓜斯省阿塔拉亚区的一个城市，2010年是人口为2,966。该市设立于1998年7月29日，2000年时该市人口为2,125人。